# NHK 스페셜
《NHK 스페셜》(NHKスペシャル)는 일본의 NHK에서 방송하는 정통 다큐멘터리 프로그램이다.  원래는 특집(特集)이었으나, 1989년 4월 2일에 첫방송되었다.

## 같이 보기
- KBS 스페셜 (KBS 1TV)
- EBS 다큐프라임 (EBS 1TV)
- MBC 스페셜 (MBC TV)
- SBS 스페셜 (SBS TV)